# Vogliamo scolpire una lapide

Vogliamo scolpire una lapide (en français : « Nous voulons sculpter une pierre tombale »), alias Stornelli Legionari, est un chant fasciste et anti-royaliste de la République sociale italienne.
La chanson visait explicitement le Roi Victor-Emmanuel III et Pietro Badoglio.

## Paroles
| Texte original | Traduction |
| --- | --- |
| Vogliamo scolpire una lapide incisa su l'umile scoglio, a morte il marchese Badoglio noi siamo fascisti repubblican. A morte il re viva Grazian, evviva il fascio repubblican! Vogliamo scolpire una lapide incisa su pelle di troia, a morte la casa Savoia noi siamo fascisti repubblican. A morte il re viva Grazian, evviva il fascio repubblican! | Nous voulons sculpter une pierre tombale Gravé sur un humble rocher, À mort le marquis Badoglio Nous sommes des fascistes républicains. À mort le Roi! Vive Graziani, Vive les faisceaux républicains! Nous voulons sculpter une pierre tombale Gravé sur la peau d'une salope, À mort, la Maison de Savoie Nous sommes des fascistes républicains. À mort le Roi Vive Graziani, Vive les faisceaux républicains! |